# Олеся (оповідання, 1890)
«Олеся» — оповідання Бориса Грінченка, вперше видане 1890 року. Твір відзначається авторським гуманізмом, глибиною проникнення у світ дитячої психології, зображенням родинного та національного обов'язку. Автор, змальовуючи життя і виховання дітей в тогочасних суспільних умовах, реалістично і всебічно відтворював психологію героїв, спосіб їх мислення за допомогою діалогів, введених до тексту.

## Персонажі
- Олеся — дівчина-сирота років шістнадцяти.
- Михайлик — «хлопець-стрибунець», сирота, років одинадцяти.
- дід Данило — пасічник, бувалий козак та каторжник, вдівець, прийняв до себе обох сиріт.
- «високий татарин» — один із татар-загарбників, що шукали шлях до села.

## Сюжет

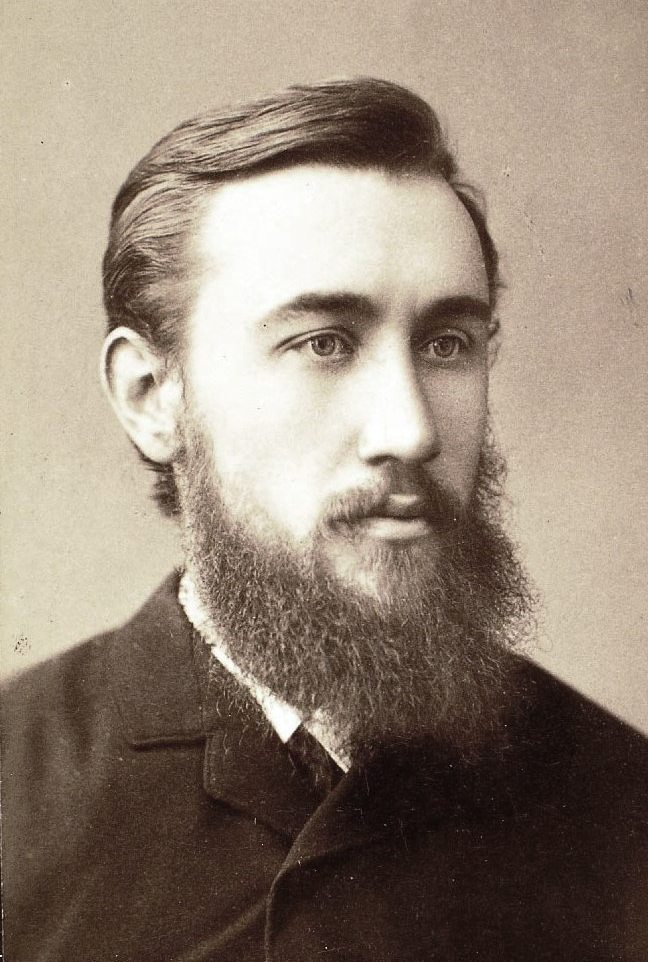
Борис Грінченко

Дія відбувається на Волині, у невеличкому селі та навколишніх лісах, за часів татарсько-турецьких нападів. Бувалий козак дід Данило черговий раз оповідає сиротам Олесі та Михайлику про свої поневіряння на каторзі, про порятунок, повернення до села, напад татар 9 років тому та загибель батьків дітей, після чого він забрав малечу до себе. Одної неділі, діти вирішили піти в ліс по ягоди, а в дорозі помітили татар. Олеся наказала Михайлику бігти до села, попередити дідуся, а сама дозволила загарбникам схопити себе, щоб привести їх до болота. Коли татари зрозуміли, що були обмануті, то одразу вбили дівчину. Завдяки Михайлику селяни встигли втекти в ліси, та це вже було непотрібно. Наступного дня дід Данило, Михайлик та ще кілька чоловік знайшли лише «татарських коней, що позагрузали в болоті» та мертву Олесю. «На шиї в неї був татарський аркан.» Олеся врятувала село і спричинила загибель татарського загону ціною власного життя. «Другого дня ховали Олесю… плакали всі: і старі й малі, і чоловіки й жінки, і подруги-дівчата.» Над могилою дід Данило сказав: «Кожен повинен боронити свій рідний край, не жаліючи життя! Дай, боже, всякому такої смерті!»